# Liste des conseillers généraux de la Somme de 1973 à 1976
 (août 2023).
Si vous disposez d'ouvrages ou d'articles de référence ou si vous connaissez des sites web de qualité traitant du thème abordé ici, merci de compléter l'article en donnant les références utiles à sa vérifiabilité et en les liant à la section « Notes et références ».
Cet article dresse la liste des 44 membres du Conseil général de la Somme élus lors de l'élection cantonale de 1973, ainsi que les changements intervenus en cours de mandature.

## Composition du conseil général de laSomme(44 sièges)

### Assemblée départementale en début mandature
| Parti                                    | Sigle | Sigle | Élus | Groupe                  |
| ---------------------------------------- | ----- | ----- | ---- | ----------------------- |
| Centre (23 sièges)                       |       |       |      |                         |
| Mouvement démocrate-socialiste de France |       | MDSF  | 8    | Majorité départementale |
| Centre démocrate                         |       | CD    | 8    | Majorité départementale |
| Parti radical                            |       | Rad.  | 5    | Majorité départementale |
| Modérés                                  |       | Mod.  | 2    | Majorité départementale |
| Gauche (13 sièges)                       |       |       |      |                         |
| Parti communiste français                |       | PCF   | 9    | Communiste              |
| Parti socialiste                         |       | PS    | 4    | Socialiste              |
| Droite (8 sièges)                        |       |       |      |                         |
| Union des démocrates pour la République  |       | UDR   | 4    | Républicains de progrès |
| Républicains indépendants                |       | RI    | 2    | Républicains de progrès |
| Centre démocratie et progrès             |       | CDP   | 1    | Républicains de progrès |
| Divers droite                            |       | DVD   | 1    | Républicains de progrès |
| Président du Conseil Général             |       |       |      |                         |
| Max Lejeune (MDSF)                       |       |       |      |                         |

### Assemblée départementale en fin mandature
| Parti                                              | Sigle | Sigle | Élus | Groupe                  |
| -------------------------------------------------- | ----- | ----- | ---- | ----------------------- |
| Majorité (31 sièges)                               |       |       |      |                         |
| Mouvement démocrate-socialiste de France           |       | MDSF  | 10   | Majorité départementale |
| Centre démocrate                                   |       | CD    | 7    | Majorité départementale |
| Parti radical                                      |       | Rad.  | 4    | Majorité départementale |
| Union des démocrates pour la République            |       | UDR   | 4    | Majorité départementale |
| Divers droite                                      |       | DVD   | 3    | Majorité départementale |
| Fédération nationale des républicains indépendants |       | RI    | 2    | Majorité départementale |
| Centre démocratie et progrès                       |       | CDP   | 1    | Majorité départementale |
| Opposition (13 sièges)                             |       |       |      |                         |
| Parti communiste français                          |       | PCF   | 9    | Communiste              |
| Parti socialiste                                   |       | PS    | 4    | Socialiste              |
| Président du Conseil Général                       |       |       |      |                         |
| Max Lejeune (MDSF)                                 |       |       |      |                         |

## Liste des conseillers généraux de la Somme
| Canton                 | Conseillers          | Partis | Partis                   | Groupes                                                         |
| ---------------------- | -------------------- | ------ | ------------------------ | --------------------------------------------------------------- |
| Abbeville-Nord         | André Leduc          |        | MDSF                     | Majorité départementale                                         |
| Abbeville-Sud          | Max Lejeune          |        | MDSF                     | Majorité départementale                                         |
| Acheux-en-Amiénois     | Raymond de Wazières  |        | Rad.                     | Majorité départementale                                         |
| Ailly-le-Haut-Clocher  | Alain Louis-Jacques  |        | MDSF                     | Majorité départementale                                         |
| Ailly-sur-Noye         | William Classen      |        | Rad.                     | Majorité départementale                                         |
| Ailly-sur-Noye         | Pierre Classen       |        | MDSF                     | Majorité départementale                                         |
| Albert                 | Fernand Demilly      |        | MDSF                     | Majorité départementale                                         |
| Amiens-Ouest           | Maxime Gremetz       |        | PCF                      | Communiste                                                      |
| Amiens-Nord-Ouest      | Eliane Cosserat      |        | PCF                      | Communiste                                                      |
| Amiens-Nord-Est        | Léon Dupontreué      |        | PCF                      | Communiste                                                      |
| Amiens-Nord-Est        | René Carouge         |        | PCF                      | Communiste                                                      |
| Amiens-Est             | Liliane Brunet       |        | PCF                      | Communiste                                                      |
| Amiens-Sud-Est         | Jean-Claude Broutin  |        | CDP                      | Majorité départementale (Républicains de progrès jusqu'en 1974) |
| Amiens-Sud             | Hubert Henno         |        | RI                       | Majorité départementale (Républicains de progrès jusqu'en 1974) |
| Amiens-Sud-Ouest       | Gérard Moularde      |        | UDR                      | Majorité départementale (Républicains de progrès jusqu'en 1974) |
| Ault                   | Michel Couillet      |        | PCF                      | Communiste                                                      |
| Bernaville             | Maurice Crépin       |        | MDSF                     | Majorité départementale                                         |
| Boves                  | Pierre Desse         |        | CD                       | Majorité départementale                                         |
| Bray-sur-Somme         | Fernand Adriaenssens |        | MDSF                     | Majorité départementale                                         |
| Chaulnes               | Pierre Maille        |        | CD                       | Majorité départementale                                         |
| Chaulnes               | Serge Bayard         |        | MDSF                     | Majorité départementale                                         |
| Comble                 | Albert Flinois       |        | CD                       | Majorité départementale                                         |
| Conty                  | Claude Jeunemaître   |        | CD                       | Majorité départementale                                         |
| Corbie                 | Claude Lemoine       |        | PCF                      | Communiste                                                      |
| Crécy-en-Ponthieu      | André Delannoy       |        | UDR                      | Majorité départementale (Républicains de progrès jusqu'en 1974) |
| Domart-en-Ponthieu     | René Lamps           |        | PCF                      | Communiste                                                      |
| Doullens               | Jacques Mossion      |        | DVD (Mod. jusqu'en 1974) | Majorité départementale                                         |
| Gamaches               | Marcelle Delabie     |        | Rad.                     | Majorité départementale                                         |
| Hallencourt            | André Deschamps      |        | Rad.                     | Majorité départementale                                         |
| Ham                    | Jean Goubet          |        | PCF                      | Communiste                                                      |
| Hornoy-le-Bourg        | Charles Dufour       |        | DVD (Mod. jusqu'en 1974) | Majorité départementale                                         |
| Molliens-Dreuil        | Gabrielle Scellier   |        | CD                       | Majorité départementale                                         |
| Montdidier             | Jean-Louis Massoubre |        | UDR                      | Majorité départementale (Républicains de progrès jusqu'en 1974) |
| Moreuil                | Marius Gardès        |        | PS                       | Socialiste                                                      |
| Moyenneville           | Roger Castel         |        | CD                       | Majorité départementale                                         |
| Nesle                  | Jacques Gronnier     |        | DVD                      | Majorité départementale (Républicains de progrès jusqu'en 1974) |
| Nouvion                | Ernest Lécuyer       |        | MDSF                     | Majorité départementale                                         |
| Oisemont               | Charles Bignon       |        | UDR                      | Majorité départementale (Républicains de progrès jusqu'en 1974) |
| Péronne                | Jean Daudré          |        | Rad.                     | Majorité départementale                                         |
| Picquigny              | René Régnier         |        | PCF                      | Communiste                                                      |
| Poix-de-Picardie       | Pierre Daniel        |        | CD                       | Majorité départementale                                         |
| Roisel                 | Jacques Vasseur      |        | RI                       | Majorité départementale (Républicains de progrès jusqu'en 1974) |
| Rosières-en-Santerre   | Jean Millet          |        | PS                       | Socialiste                                                      |
| Roye                   | Jacques Fleury       |        | PS                       | Socialiste                                                      |
| Rue                    | Gabriel Deray        |        | MDSF                     | Majorité départementale                                         |
| Saint-Valery-sur-Somme | Gilbert Gauthé       |        | PS                       | Socialiste                                                      |
| Villers-Bocage         | Pierre Claisse       |        | CD                       | Majorité départementale                                         |

Noms en gras : élus lors des élections cantonales de 1973